# Siebigteroth
Siebigteroth ist ein Ortsteil der Gemeinde Eitorf im Rhein-Sieg-Kreis. Der Ort liegt im Dehlenbachtal, einem orografisch rechten Nebenlauf des Eipbaches.

## Lage
Siebigteroth liegt im Leuscheid auf einer Höhe von 155 bis 179 m ü. NHN. Nachbarorte sind die Weiler Lascheid und Käsberg.

## Einwohner
1885 hatte Siebigteroth vier Wohngebäude und 23 Einwohner. 2011 sind es 10 Wohngebäude und 37 Einwohner.
1925 waren in Siebigteroth sechs Haushalte in den vier Häusern verzeichnet.